# Volo Aeroflot 1661
Il volo Aeroflot 1661 era un volo passeggeri operato da un Antonov An-24 che si schiantò durante la sua salita iniziale, 25 minuti dopo il decollo dall'aeroporto di Tolmachevo, il 1 aprile 1970. Morirono tutte le 45 persone a bordo. Un'indagine rivelò che l'Antonov si era scontrato con una radiosonda, che provocò la perdita di controllo del velivolo.

## L'aereo
L'Antonov An-24 coinvolto aveva il numero di serie 79901204 ed era registrato come CCCP-47751 sotto Aeroflot. Era stato costruito nel 1967 e aveva accumulato 3.975 ore di volo con 3.832 cicli di decollo e atterraggio al momento dell'incidente.

## L'incidente
Il volo 1661 era un volo regionale partito da Novosibirsk e diretto a Bratsk, in Russia, con scalo intermedio a Krasnoyarsk. Alle 03:42 ora locale l'An-24 partì dall'aeroporto di Tolmachevo dalla pista 25 con una direzione di 251°. Poco dopo il decollo l'aereo svoltò a sinistra e alle 03:53 contattò il controllo del traffico aereo (ATC) segnalando la sua altitudine a 4.200 metri. I piloti ricevettero quindi l'autorizzazione per continuare a salire fino a 6.000 metri. Alle 04:10 l'ATC tentò di contattare il volo 1661, ma non ottenne risposta. I resti dell'aereo furono rinvenuti in un campo a circa 142 km dall'aeroporto di Tolmachevo; non furono trovati superstiti.

## L'indagine
Gli investigatori che esaminarono il luogo dell'incidente scoprirono danni insoliti alla struttura del radome e del muso dell'aereo, e notarono che mancava una parte sostanziale del parabrezza. Tra i detriti vennero rinvenuti anche componenti di due radiosonde, del tipo allora utilizzato dal Servizio federale di idrometeorologia e monitoraggio ambientale della Russia per il monitoraggio delle condizioni meteorologiche. Gli investigatori trovarono pure elementi del muso dell'aereo a 6 km dal sito principale dell'incidente; questi componenti mostravano prove della collisione con un oggetto solido. I funzionari intuirono che l'incidente era stato causato da una collisione in volo con un oggetto estraneo, identificato come un pallone sonda meteorologico.
Gli investigatori conclusero che il muso dell'aereo aveva sbattuto contro una radiosonda, a una distanza di 131 km da Tolmachevo, mentre saliva a quota 5.400 metri. La collisione distrusse il radar meteorologico dell'aereo e danneggiò la cabina di pilotaggio. Privo di controllo, l'Antonov iniziò a scendere rapidamente. A un'altitudine di 2.000 metri e una velocità di 700 km/h, l'ala e lo stabilizzatore orizzontale si staccarono dall'aereo a causa delle forze aerodinamiche che raggiunsero valori oltre i limiti di progettazione dell'aereo. Il resto del velivolo precipitò per 2,5 km prima di colpire il suolo a 300 km/h e una velocità verticale di 60 m/sec. In totale il volo durò 25 minuti e 25 secondi.